# O Profeta (1977)
O Profeta é uma telenovela brasileira que foi  produzida e exibida pela Rede Tupi em 24 de outubro de 1977 até 29 de abril de 1978 em 161 capítulos. Substituiu Um Sol Maior e sendo substituída Roda de Fogo na faixa das 20 horas. Teve autoria de Ivani Ribeiro, teve direção de Antonino Seabra.
Contou com as atuações de Carlos Augusto Strazzer, Elaine Cristina, Glauce Graieb, Débora Duarte, Rolando Boldrin, Ana Rosa, Cláudio Corrêa e Castro e Márcia de Windsor nos papeis principais.
É uma das poucas telenovelas integralmente preservadas da TV Tupi. Todos os capítulos e materiais extras estão preservados pela Cinemateca Brasileira.

## Produção
O Profeta abordou a doutrina espírita mesclada a fenômenos paranormais, tema que Ivani Ribeiro já havia explorado ao escrever A Viagem para a Rede Tupi em 1975. O diretor Antonino Seabra sugeriu que a trama fizesse referência a outras religiões e crenças para atender a todos os públicos. A autora contou com assessoria do estudioso do espiritismo Herculano Pires, do psiquiatra Paulo Gaudencio, do Padre Antônio Haddad e de um orientador de umbanda e candomblé. Na época contratada dos Estúdios Silvio Santos, Ivani foi "emprestada" à Tupi para escrever o folhetim.

## Enredo
Daniel é um paranormal que vê o passado e prevê o futuro. Quando criança, teve a visão de que o cunhado, João Henrique, traía sua irmã, Ester, o que fez com que ela se separasse do marido. Adulto, tal poder sobrenatural aumenta e Daniel a usa em benefício próprio, em vez de ajudar às pessoas. Monta um consultório e se apresenta na TV, tornando-se famoso, conhecido como “o Profeta”. Daniel começa a ficar rico, importante e frio.
Seu poder é explicado por meio da psiquiatria (pelo Dr. Michel), do candomblé (pelo babalaô Pai Romão), do espiritismo kardecista (pelo seu pai, Francisco) e do catolicismo (pelo tio, Padre Olavo). Daniel fica tão obcecado pelo poder que não percebe a traição de João Henrique, que o incita a explorar financeiramente seus dons para, mais tarde, o denunciar à polícia, vingando-se assim, por culpá-lo pela sua separação de Ester.
Neste tempo, Daniel envolve-se com Sônia, noiva de Murilo, seu melhor amigo. Daniel prevê a morte de Murilo, mas é acusado de tê-la provocado para ficar com Sônia. Envolve-se também com a fútil Ruth, que só quer um marido rico, e não percebe a paixão de Carola, irmã de Ruth, uma garota muito inteligente, mas problemática, de autoestima baixa, que se acha feia e desengonçada. Atormentado com seus poderes, Daniel deseja ser um homem comum.

## Elenco
| Ator/Atriz              | Personagem              |
| ----------------------- | ----------------------- |
| Carlos Augusto Strazzer | Daniel do Prado         |
| Elaine Cristina         | Sônia Carvalho          |
| Glauce Graieb           | Ruth Ribeiro de Souza   |
| Débora Duarte           | Carola Ribeiro de Souza |
| Rolando Boldrin         | João Henrique           |
| Ana Rosa                | Ester do Prado          |
| Márcia de Windsor       | Luísa Ribeiro de Souza  |
| Cláudio Corrêa e Castro | Clóvis                  |
| John Herbert            | Heitor                  |
| David José              | Armando                 |
| Irene Ravache           | Teresa                  |
| Suzy Camacho            | Mariúcha do Prado       |
| Carminha Brandão        | Celina do Prado         |
| Aldo César              | Francisco do Prado      |
| Luiz Carlos de Moraes   | Padre Olavo             |
| João Acaiabe            | Pai Romão               |
| Roberto Maya            | Dr. Michel              |
| Abrahão Farc            | Piragibe Carvalho       |
| Jacques Lagôa           | Paulito                 |
| Régis Monteiro          | Tony                    |
| Rildo Gonçalves         | Jarbas Figueroa         |
| Marta Volpiani          | Gigi                    |
| Ana Luiza Lancaster     | Analu                   |
| Yolanda Cardoso         | Zulmira                 |
| Eudósia Acuña           | Maria                   |
| Léa Camargo             | Joana                   |
| Wilma de Aguiar         | Aparecida               |
| Rosa Maria Seabra       | Marina                  |

### Participações especiais
| Participante            | Personagem                                     |
| ----------------------- | ---------------------------------------------- |
| Walter Prado            | Murilo                                         |
| Janice Barreto          | Sueli                                          |
| Sandra Regina           | Kátia                                          |
| Ney Rodrigues           | Quico                                          |
| Íris Francis            | Lílian                                         |
| Anita Cousseiro         | Leontina                                       |
| Assunta Mantelli        | Isaura                                         |
| Andréa Morales          | Lúcia                                          |
| Marcos Granado          | Gerente do banco                               |
| Nice Warken             | espírito da mulher que acompanha João Henrique |
| Paulo Figueiredo        | Eduardo                                        |
| Sílvio Rocha            | Cliente de Daniel                              |
| Paulo Goulart           | Coronel                                        |
| Sílvio Francisco        | Ele mesmo                                      |
| Walter Forster          | Ele mesmo                                      |
| Chico Xavier            | Ele mesmo                                      |
| Dom Paulo Evaristo Arns | Ele mesmo                                      |
| Hebe Camargo            | Ela mesma                                      |
| Zanone Ferrite          |                                                |

## Repercussão
O Profeta obteve grande sucesso junto ao público. Concorrente na faixa das 20 horas inicialmente, Espelho Mágico, da TV Globo, não correspondeu bem à audiência. Sua sucessora, O Astro, apresentava tema semelhante ao da produção da Tupi, em que o protagonista detinha poderes paranormais, para reverter a queda no número de telespectadores. Com índices estáveis nos últimos meses, a novela de Ivani Ribeiro alcançou, no capítulo de 19 de janeiro de 1978, média de 36,7 pontos contra 33,3 da trama da Globo.

## Reprise
A novela foi reprisada na faixa das 21 horas entre 31 de outubro de 1979 e 1 de março de 1980, substituindo a inédita Gaivotas, sendo ambas as únicas tramas exibidas no horário, que foi descontinuado.

## Remake
Entre 2006 e 2007, a TV Globo exibiu o remake de O Profeta com texto adaptado por Thelma Guedes e Duca Rachid, e supervisionado por Walcyr Carrasco.

## Trilha sonora

### Nacional
Fonte:
| Lado A |                                   |                   |                     |         |  |
| N.º    | Título                            | Música            | Tema                | Duração |  |
| 1.     | "Quem Dá Mais"                    | Antônio Marcos    | Daniel              | 4:23    |  |
| 2.     | "Canto de Meditação"              | Ana Mazzotti      | Sônia               | 3:20    |  |
| 3.     | "Gosto de Sal"                    | Neuber            | Daniel              | 2:49    |  |
| 4.     | "Terreiro dos Orixás"             | Luiza Maura       | Núcleo de candomblé | 3:44    |  |
| 5.     | "Eu Preciso Muito de Alguém"      | Luiz Antônio      |                     | 3:37    |  |
| 6.     | "Meu Deus, o Que Se Passa Comigo" | Paulo Roberto     | Padre Olavo         | 3:04    |  |
| 7.     | "Eu Vim, Pra Ficar"               | João Luiz Wildner | Daniel e Carola     | 4:57    |  |

| Lado B |                        |                     |                 |         |  |
| N.º    | Título                 | Música              | Tema            | Duração |  |
| 8.     | "Jura Secreta"         | Simone              | Carola          | 4:22    |  |
| 9.     | "Então... Eu Voltarei" | João Luiz Wildner   |                 | 3:18    |  |
| 10.    | "Boa Noite Morte"      | Carlinhos Vergueiro |                 | 3:33    |  |
| 11.    | "Tempo Perdido"        | Flávio Carvalho     |                 | 2:48    |  |
| 12.    | "Coisas Bobas"         | Eliane de Grammont  | Toni e Mariucha | 3:34    |  |
| 13.    | "Lá Vem o Trem"        | Agepê               | Clóvis          | 2:48    |  |
| 14.    | "Quero Ter Você"       | Márcio Prado        | Daniel e Sônia  | 2:50    |  |

### Internacional
Fonte:
| Lado A |                                             |                              |                 |         |  |
| N.º    | Título                                      | Música                       | Tema            | Duração |  |
| 1.     | "O Profeta"                                 | Briamonte and Jet Music Band | AberturaObs     | 4:00    |  |
| 2.     | "Nature Boy"                                | George Benson                | Daniel          | 4:16    |  |
| 3.     | "Trouble Maker"                             | Roberta Kelly                |                 | 8:41    |  |
| 4.     | "Yes Sir, I Can Boogie"                     | Mary McCann                  |                 | 4:02    |  |
| 5.     | "My World (Keeps Getting Smaller Everyday)" | Koffee N' Kreme              | Carola          | 3:38    |  |
| 6.     | "Everything You Are"                        | Dennis East                  | Toni e Mariucha | 3:49    |  |
| 7.     | "Face to Face"                              | Nevil                        |                 | 2:36    |  |

| Lado B |                                   |               |        |         |  |
| N.º    | Título                            | Música        | Tema   | Duração |  |
| 8.     | "Everything Happens For a Reason" | The Floaters  |        | 3:51    |  |
| 9.     | "Keep Moving Right On"            | Tony Pacino   | Toni   | 3:20    |  |
| 10.    | "Trying"                          | Maria Thereza |        | 2:45    |  |
| 11.    | "Non Si Puó Morire Dentro"        | Lucio Guccini | Teresa | 3:52    |  |
| 12.    | "Air Love"                        | Lena Zavaroni |        | 3:31    |  |
| 13.    | "Feels Like The First Time"       | Foreigner     |        | 3:27    |  |
| 14.    | "I'm Just a Man"                  | Kramer        | Sônia  | 3:08    |  |

Obs: Foram lançadas duas prensagens do disco. Em cada uma, a música foi ritmada nos estilos soft music e disco.

### Compacto
Carlos Augusto Strazzer, intérprete do protagonista Daniel, gravou um compacto com as músicas Muito Romântico e Errare Humanum Est lançado em 1978 pela RCA Records.

## Prêmios
| Ano  | Prêmio                   | Categoria             | Indicado                | Resultado | Ref   |
| ---- | ------------------------ | --------------------- | ----------------------- | --------- | ----- |
| 1977 | Prêmio APCA de Televisão | Melhor Tema de Novela | Melhor Tema de Novela   | Venceu    | [ 1 ] |
| 1977 | Prêmio APCA de Televisão | Melhor Ator           | Carlos Augusto Strazzer | Venceu    | [ 1 ] |